# Yukis
 (septembre 2021).
Si vous disposez d'ouvrages ou d'articles de référence ou si vous connaissez des sites web de qualité traitant du thème abordé ici, merci de compléter l'article en donnant les références utiles à sa vérifiabilité et en les liant à la section « Notes et références ».
Cet article concerne le peuple yuki. Pour la langue, voir Yuki (langue yukiane).
Ne doit pas être confondu avec les Yuqui, ethnie de l'Amazonie bolivienne.

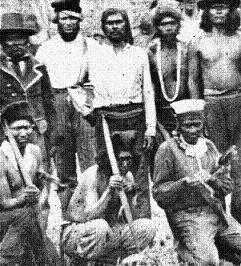
Membres de la tribu Yuki in Nome Cult farm (c. 1858)

Les Yukis sont une tribu autochtone d'Amérique du nord de la zone de la Round Valley, dans ce qui fait partie aujourd'hui du territoire du comté de Mendocino, dans le nord de la Californie. Des fractions de cette tribu sont connues pour s'être installées aussi loin au sud que la Hood Mountain (en). 

## Nom
Dans leur langue, les Yukis se nomment eux-mêmes Ukomno'm (hommes de la vallée). L'exonyme Yuki est une adaptation du terme yuki (de la  langue wintuane, nomlaki), signifiant « ennemi », utilisé par leurs voisins Nomlakis (en) pour les désigner, et de qui les explorateurs blancs apprirent leur existence vers 1850.

## Numération
Les Yukis emploient une numération octale. Ils se servent des espaces entre les doigts pour compter. Selon une anecdote qui a été rapportée, un Yuki comptait en plaçant des bâtons entre ses doigts.

### Ressources webographiques
- (en) The typology of Pame number systems and the limits of Mesoamerica as a linguistic area, Linguistic Typology 9 (2005)